# Destí a Brighton
Destí a Brighton (originalment en anglès, The Pebble and the Boy) és una pel·lícula dramàtica de comèdia britànica del 2021 escrita i dirigida per Chris Green. La pel·lícula se centra en la subcultura mod i és protagonitzada per Patrick Nacnamee, Sacha Parkinson, Patsy Kensit i Ricci Harnett. Es va publicar el 27 d'agost de 2021, i el 4 de febrer de 2022 es va estrenar el doblatge en català.

## Argument
John, un adolescent que viu a Manchester, s'assabenta que el seu pare ha mort en un accident d'escúter. Un cop passat l'enterrament, es dona compte que amb prou feines coneixia el seu pare i com a homenatge decideix que anirà a llençar les seves cendres a Brighton, bressol espiritual del moviment mod, amb la seva preuada Lambretta. De camí, ha de passar una nit a casa d'uns amics dels seus pares i coneix la seva filla Nicki, un contrast intens amb el seu caràcter més aviat discret, que decideix acompanyar-lo en el viatge, amb ganes d'assistir a un concert del Paul Weller a Brighton.

## Repartiment
- Patrick Nacnamee com a John
- Sacha Parkinson com a Nicki
- Max Boast com a Logan
- Patsy Kensit com a Sonia
- Ricci Harnett com a Ronnie
- Jesse Birdsall com a Ali
- Emma Stansfield com a Dione
- Christine Tremarco com Dawn
- Stuart Wolfenden com a Geoff
- Jamie Lomas com a Deano
- Brian Croucher com a Danny
- Charlotte Tyree com a Mel
- Mani com a Gary
- Mark Sheals com a Steve

## Producció
La pel·lícula es va filmar l'any 2021 i se'n va retardar substancialment l'estrena a causa de la pandèmia de la covid-19. A la banda sonora s'utilitzen diversos temes mod de bandes clàssiques dels 80, com ara Paul Weller, The Jam, The Style Council, Secret Affair i The Chords (banda sonora). El mateix títol de la pel·lícula està extret de la cançó final del vuitè àlbum d'estudi de Peter Weller "As Is Now" de 2005. El director, Chris Green, havia passat 10 anys fent que el projecte engegués, i ell mateix havia estat un mod a la dècada de 1980.